# SN 1997bc
SN 1997bc – supernowa typu II odkryta 8 marca 1997 roku w galaktyce A115908-0033. W momencie odkrycia miała maksymalną jasność 22,10m.